# 格雷兹 (洛特省)
格雷兹（法語：Grèzes，法語發音：[ɡʁɛz]）是法国洛特省的一个市镇，属于菲雅克区。

## 地理
格雷兹（44°37'38"N, 1°49'12"E）面积11.02 平方千米，位于法国奧克西塔尼大區洛特省，该省份为法国西南部内陆省份，北起顺时针与科雷兹省、康塔爾省、阿韦龙省、塔恩-加龙省、洛特-加龍省和多尔多涅省接壤。
与格雷兹接壤的市镇（或旧市镇、城区）包括：布朗格、科恩、埃斯帕尼亚克-圣厄拉利、埃斯佩达亚克、利韦农。

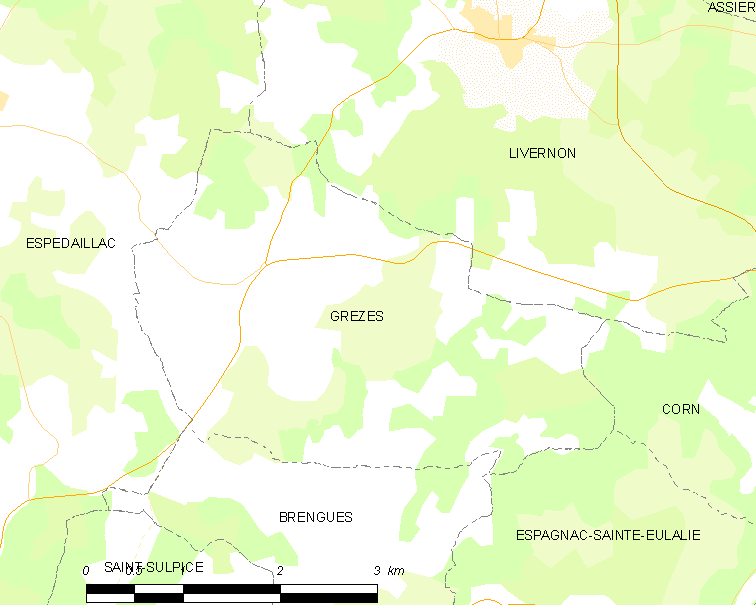
的OSM定位图

格雷兹的时区为UTC+01:00、UTC+02:00（夏令时）。

## 行政
格雷兹的邮政编码为46320，INSEE市镇编码为46131。

## 政治
格雷兹所属的省级选区为科斯与谷地县。

## 人口

1962-2008年间人口变化图示

格雷兹于2022年1月1日时的人口数量为158人。